# Pudahuel (métro de Santiago)
Pudahuel est une station de la Ligne 5 du métro de Santiago, dans les communes de Pudahuel et Lo Prado.

## La station
La station est ouverte depuis 2010.

## Origine étymologique
Son nom vient de l'avenue San Pablo avec l'avenue Teniente Luis Cruz Martinez est situé juste au-dessus de la station.